# Nara (Algérie)
Pour les articles homonymes, voir menaa edificius.
Menaa Edificius est un village des Aurès de la commune de Menaa en Algérie situé sur un affluent de l'Oued-Abdi.
Nara fut le lieu d'une bataille menée par le colonel Canrobert, le 5 janvier 1850, où le village fut pris et détruit. Pour une description, voir l'article sur Menaa.

## Sources
Cet article comprend des extraits du Dictionnaire Bouillet. Il est possible de supprimer cette indication, si le texte reflète le savoir actuel sur ce thème, si les sources sont citées, s'il satisfait aux exigences linguistiques actuelles et s'il ne contient pas de propos qui vont à l'encontre des règles de neutralité de Wikipédia.